# Giải Hiệp hội các nhà phê bình phim người Mỹ gốc Phi 2010
Dưới đây là kết quả Giải Hiệp hội các nhà phê bình phim người Mỹ gốc Phi 2010.

## Phim hay nhất
Giành giải: The Social Network
Đề cử:
1. The Social Network
2. The King's Speech
3. Inception
4. Black Swan
5. Night Catches Us
6. The Fighter
7. Frankie & Alice
8. Blood Done Sign My Name
9. Get Low
10. For Colored Girls

## Các hạng mục khác
| Hạng mục                          | Đối tượng nhận giải | Phim              |
| --------------------------------- | ------------------- | ----------------- |
| Đạo diễn xuất sắc nhất            | Christopher Nolan   | Inception         |
| Nam diễn viên chính xuất sắc nhất | Mark Wahlberg       | The Fighter       |
| Nữ diễn viên chính xuất sắc nhất  | Halle Berry         | Frankie & Alice   |
| Nam diễn viên phụ xuất sắc nhất   | Michael Ealy        | For Colored Girls |
| Nữ diễn viên phụ xuất sắc nhất    | Kimberly Elise      | For Colored Girls |
| Kịch bản hay nhất                 | Tanya Hamilton      | Night Catches Us  |